# Бурк, Джон, 1-й граф Мейо
Джон Бурк, 1-й граф Мейо (англ. John Bourke, 1st Earl of Mayo; ок. 1705 — 2 декабря 1790) — ирландский политик и пэр. Он был известен как лорд Нейс с 1775 по 1781 год и виконт Мейо с 1781 а 1785 год.

## Ранняя жизнь
Родился около 1705 года. Сын Ричарда Бурка (ум. 1727) и Кэтрин Минчин, дочери Чарльза Минчина из Баллинакилла, графство Типперэри. Он происходил из гэльской знати. Он получил образование в Тринити-колледже в Дублине.

## Карьера
Джон Бурк заседал в Ирландской палате общин от Нейса (1727—1760), Олдлохлина (1761—1768) и Нейса (1768—1776).
1 августа 1776 года ему был пожалован титул 1-го барона Нейса из Нейса в графстве Килдэр (Пэрство Ирландии) , став членом Ирландской палаты лордов.
13 января 1781 года для него был создан титул 1-го виконта Мейо из Моникроуэра, графство Мейо (Пэрство Ирландии).
24 июня 1785 года ему был пожалован титул 1-го графа Мейо (Пэрство Ирландии).

## Личная жизнь
В 1726 году Джон Бурк женился на Мэри Дин (? — 21 июля 1774), дочери Джозефа Дина и Маргарет Бойл. У супругов было трое детей:
- Леди Маргарет Бурк, в 1761 году она вышла замуж за сэра Томаса Ньюкомена, 8-го баронета.
- Джон Бурк, 2-й граф Мейо (ок. 1729 — 20 апреля 1792), старший сын и преемник отца.
- Преподобный Джозеф Дин Бурк, 3-й граф Мейо (1736 — 20 августа 1794).